# Love the Fall
A Love The Fall egy dal Michael Paynter ausztrál énekestől. A szám Paynter debütáló, This Welcome Diversion című albumán kapott helyet. A felvételen a The Veronicas is közreműködött, akikkel 2008-ban ismerkedett meg az énekes. 2010. június 21-én jelent meg a kislemez digitálisan, majd július 9-én CD formátumban. Utóbbin az Are You Alive? című dal is helyet kapott.

## Videóklip
A videóklip 2010. június 15-én jelent meg. A kisfilmben Michael mellett az együttes két tagja, Lisa Origliasso és Jessica Origliasso is szerepet kapott.

## Slágerlistás helyezések
A Love the Fall lett Paynter első top 20-as kislemeze Ausztráliában.
| Kislemezlista (2010)           | Legjobb helyezés |
| ------------------------------ | ---------------- |
| ARIA lista                     | 19               |
| Ausztrál kislemezlista         | 2                |
| Ausztrál CD kislemezek listája | 1                |
| Ausztrál Digital Track lista   | 20               |

## Számlista és formátumok
| 1. | Love the Fall      | 3:03 |
| 2. | Are You Alive      | 4:21 |
| 3. | Icarus             | 3:04 |
| 4. | Lay My Armour Down | 3:18 |
| 5. | Novocaine          | 4:32 |

## Megjelenések
| Ország     | Dátum            | Formátum           | Kiadó                |
| ---------- | ---------------- | ------------------ | -------------------- |
| Ausztrália | 2010. június 21. | Digitális letöltés | Sony Music Australia |
| Ausztrália | 2010. július 9.  | CD kislemez        | Sony Music Australia |